# 北郷久直
北郷 久直（ほんごう ひさなお）は、江戸時代前期の薩摩藩士。北郷氏15代当主。

## 生涯
元和3年（1617年）、島津家久の四男として鹿児島で生まれる。
寛永元年（1624年）、兄・光久らと共に江戸に移り人質となる。
寛永8年（1631年）、光久・弟忠紀と共に将軍徳川家光の前にて元服、また大御所徳川秀忠に拝謁、刀などの拝領と共に従五位下・式部大輔に任官される。支藩の当主でもなく、この当時嫡男の実弟という立場でしかない人物が、幕府より公式の官位と役職をもらうのは異例の扱いであった。
当初は垂水島津家の島津久敏の養嗣子となっていた。寛永10年（1633年）に北郷忠亮が江戸で客死すると、家久は、以前から北郷家に含むところがあったことに加え、北郷家が鹿児島藩一の大領を持つ分家であったことに目を付け、自分の子を養子として送り込むことにより北郷家の取り込みを計ろうとし、最も寵愛していた三男の忠朗を北郷家の当主に据えようと画策した。ところが忠朗の実母が強硬に反対したため断念、代わりに久直が北郷家の養子となることになった。ただし、この養子縁組には当然北郷家からは強い反発があり、久直は忠亮の姉婿となって北郷家の名目を立てる形で跡を嗣いだ。寛永11年（1634年）10月には都城に移っている。翌年にはまた人質となって江戸に向かっている。
久直は実兄で2代藩主の光久と良好な関係を築き、たびたび人質となって滞在した江戸では松平信綱や酒井忠勝らの老中とやりとりするなど薩摩藩重臣としても貢献、ようやく島津宗家と北郷家との対立も収まるかと思えたが、寛永18年（1641年）、鹿児島にて25歳で死去した。
子供には娘の千代松1人しかおらず、対立が再燃化することとなった。
久直は幼少より人質となり江戸に滞在することが多く、北郷家を相続してからも兄・光久の代理人として鹿児島城にいることが多かったため、ほとんど都城には住んでいなかったとされる。